# Steenstruphorten
Der Steenstruphorten (norwegisch) ist ein 1940 m hoher Nunatak in der Heimefrontfjella des ostantarktischen Königin-Maud-Lands. Er ragt im westlichen Teil der Kottasberge auf.
Wissenschaftler des Norwegischen Polarinstituts benannten ihn 1967. Namensgeber ist der norwegische Geschäftsmann Hjalmar Steenstrup (1890–1945), ein Anführer der Widerstandsbewegung gegen die deutsche Besatzung Norwegens im Zweiten Weltkrieg.